# Wapen van Helden

Wapen van Helden

Het wapen van Helden werd op 28 september 1867 per besluit van minister van Justitie Borret aan de Nederlands Limburgse gemeente Helden verleend. Het wapen bleef in gebruik tot 1 januari 2010, op die datum is de gemeente Helden opgegaan in de nieuwe gemeente Peel en Maas. In het wapen van Peel en Maas komt niets uit het wapen van Helden terug.

## Blazoenering
De blazoenering van het wapen luidt als volgt:

Een schild van lazuur, beladen met een naar voren gekeerden St. Lambertus in bisschoppelijk gewaad van goud, houdende in de linkerhand een zwaard en een palmtak, en in de regterhand eene bisschopsstaf, alles van goud.

Het wapen is blauw van kleur met een geheel gouden wapenfiguur, deze kleurstelling wordt aangeduid als rijkskleuren, gelijk aan het wapen van Nederland. Niet vermeld is de aureool om het hoofd.

## Herkomst
Het wapen toont Sint Lambertus, de patroonheilige van de gemeente Helden. De heilige houdt twee symbolen vast: een zwaard en een palmtak. Het zwaard is het attribuut van de heilige en de palmtak toont dat deze een martelaar is.